# Gångpassage

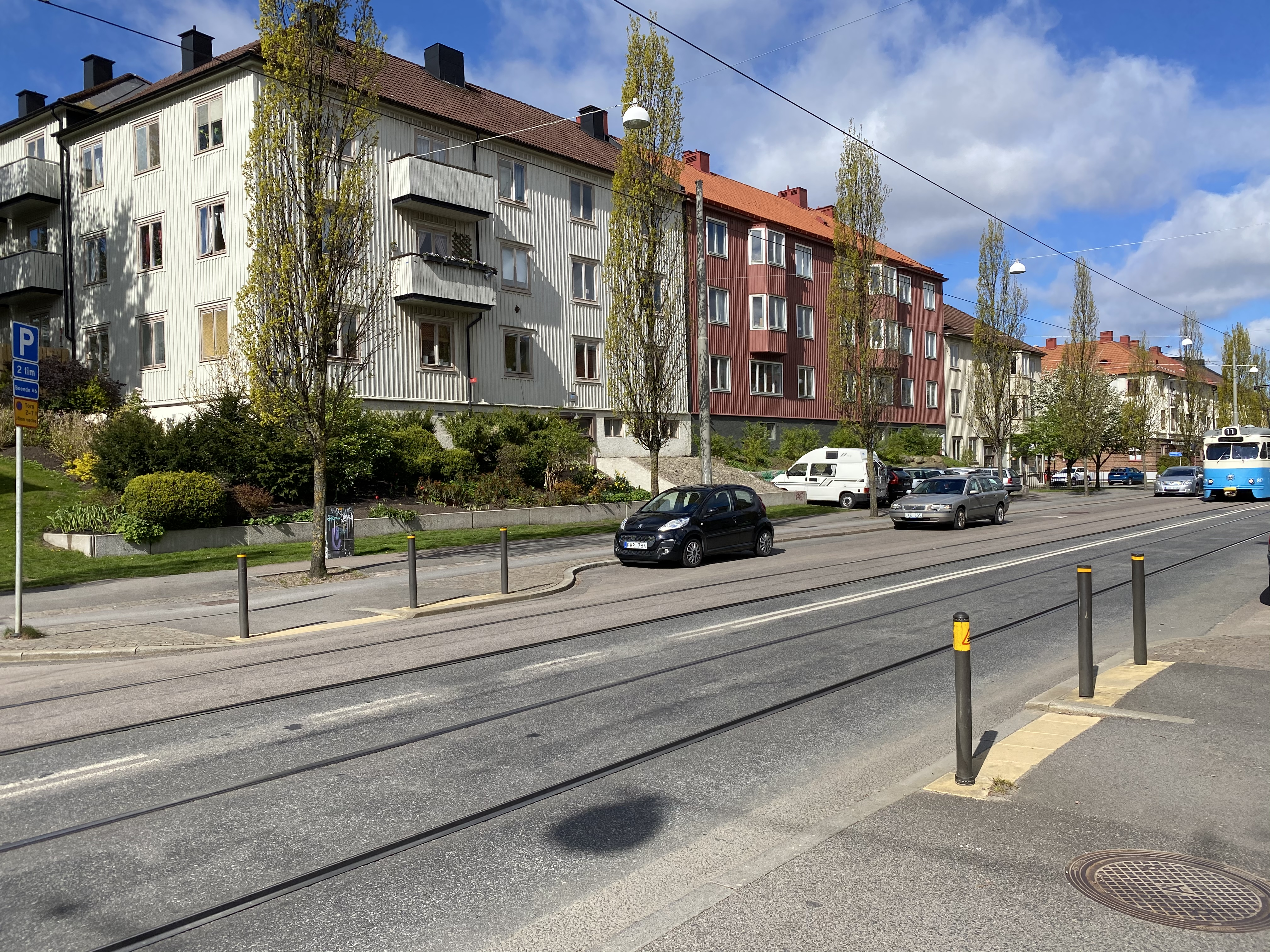
En gångpassage i Göteborg. Gatan har gjorts smalare och pollare markerar området för synskadade.

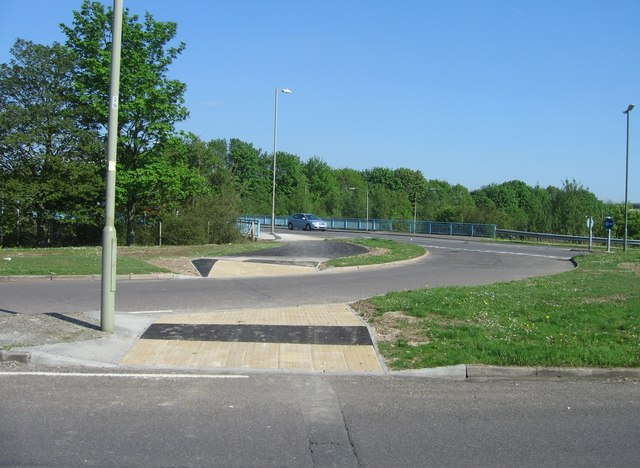
En gångpassage i Storbritannien.

Gångpassage är en plats där väghållaren underlättat för gående att korsa körbanan i jämförelse med att korsa körbanan på annat ställe. Begreppet "gångpassage" finns inte som andra anordningar i trafiken, till exempel övergångsställe, cykelpassage eller cykelöverfart, definierat i Förordning (2001:651) om vägtrafikdefinitioner, utan är i praktiken som vilken annan del av vägen som helst. 

## Lagreglering
Ordet "gångpassage" förekommer inte i Trafikförordningen. På en gångpassage i Sverige gäller samma trafikregler som var som helst på en väg- eller gatusträcka, det vill säga att gående har väjningsplikt. Trafikförordningen 7 kap. 4§ kan tillämpas och uttrycker detta som "Utanför ett övergångsställe får gående korsa vägen endast om det kan ske utan fara eller olägenhet för trafiken".

## Utformning
Då det inte finns någon lagreglering av gångpassager kan dessa utformas på olika sätt i olika kommuner. De som byggt gångpassagen (vanligtvis en kommun) har dock oftast gjort det lättare för de gående genom att exempelvis markera platsen tydligt, ta bort trottoarkanterna, eller genom att bygga hastighetsdämpande inslag. Exempelvis kan det förekomma sidoförskjutningar, avsmalningar eller så är hela gångpassagen förhöjd så att den samtidigt fungerar som ett farthinder för fordon.
Om gångpassagen har samma material och höjd som omgivande gångbana är passagen att beakta som en gångbana och regler för korsande av trottoar dvs väjningsplikt för fordonsförare gäller. Trafikförordningens TrF 3 kap 58 § första stycket gäller då. 

## Motivering
I Sverige har de olika väghållarna redovisat olika skäl bakom anläggandet av gångpassager. Det har gjorts få utvärderingar (se under "Säkerhet" nedan), så kunskapsläget om hur en gångpassage påverkar trafikflöde och trafiksäkerhet är oklart. Till exempel menar Härryda kommun att gångpassager är säkrare än övergångsställen. Kungsbacka kommun å sin sida menar att en gångpassage ökar genomflödet av trafik för både korsande fordonstrafik och fotgängare, när fordonstrafiken inte längre har väjningsplikt
Kommunernas och regionernas samarbetsorganisation, SKR, Sveriges kommuner och Regioner, har i sin skrift "Övergångsställen och gångpassager en studie av utformning och trafiksäkerhet" sett hur gångpassager påverkar trafiken och skriver i sin sammanfattning att "Utifrån fältstudiens resultat går det inte att rekommendera att gångpassagen, oavsett om den är upphöjd eller ej, ska ersätta ett markerat övergångsställe. För att kunna göra det krävs ytterligare studier. Övergångsställen och gångpassager - en studie av uformning och trafiksäkerhet

## Säkerhet
Enligt en studie från Lunds Tekniska Högskola har upphöjda gångpassager en tendens att förvirra gående och förare. 40 procent av de tillfrågade trodde felaktigt att föraren hade väjningsplikt. Icke upphöjda gångpassager tolkades dock rätt av de flesta trafikanter, liksom markerade övergångsställen. Forskarna bakom studien rekommenderade inte att övergångsställen byts mot gångpassager ur säkerhetssynpunkt.